# 洪塘镇 (厦门市)
洪塘镇是中国福建省厦门市同安区下辖的一个镇。

## 行政区划
洪塘镇共辖16个行政村，分别是：
洪塘村、三忠村、苏店村、新霞村、郭山村、龙泉村、新厝村、新学村、苏厝村、石浔村、龙东村、龙西村、大乡村、下墩村、塘边村、埔后村。